# Вешкаймский район
Вешка́ймский райо́н — административно-территориальная единица (административный район) и муниципальное образование (муниципальный район) в Ульяновской области России.
Административный центр — рабочий посёлок Вешкайма.

## География
Площадь района — 1435,5 км², что составляет 3,9 % всей территории Ульяновской области.
Расположен на северо-западе Ульяновской области.

## История
Вешкаймский район был образован в 25 января 1935 года Постановлением Президиума ВЦИК СССР с районным центром село Вешкайма , из сельсоветов выделенных из Карсунского, Барышского и Майнского районов, в составе Куйбышевского края.
С 1936 года — в составе Куйбышевской области.
С 1943 года — вошел в состав Ульяновской области.
Указом ПВС РСФСР от 30 мая 1957 года райцентр Вешкаймского района Ульяновской области перенесён из села Вешкайма в посёлок при ж/д станции Вешкайма.
В соответствии с Постановлением ноябрьского (1962 г.) Пленума ЦК КПСС Президиум Верховного Совета РСФСР своим Указом «О реорганизации краевых, областных и районных Советов депутатов трудящихся РСФСР» Вешкаймский район был упразднен, а Указом Президиума Верховного Совета РСФСР от 3 ноября 1965 года Вешкаймский район с центром р. п. Вешкайма был вновь образован.
В 1986 году, после аварии на Чернобыльской АЭС, часть территории района попала в «Зону проживания с льготным социально-экономическим статусом»: Ховринский с/с и Белый Ключ (Вешкаймское городское поселение).
Большинство населённых пунктов возникло во второй половине XVII века. 20 общеобразовательных школ, в том и числе 11 средних. Библиотек — 21, клубных учреждений — 29, больниц — 4.

## Население
| 1939    | 1989    | 2002    | 2009    | 2010    | 2011    | 2012    | 2013    | 2014    |
| ------- | ------- | ------- | ------- | ------- | ------- | ------- | ------- | ------- |
| 52 905  | ↘25 802 | ↘23 355 | ↘20 493 | ↘19 801 | ↘19 744 | ↘19 231 | ↘18 743 | ↘18 252 |
| 2015    | 2016    | 2017    | 2018    | 2019    | 2020    | 2021    |         |         |
| ↘17 880 | ↘17 522 | ↘17 163 | ↘16 778 | ↘16 303 | ↘15 847 | ↘15 103 |         |         |

### Урбанизация
В городских условиях (рабочие посёлки Вешкайма и Чуфарово) проживают 49,27 % населения района.

### Национальный состав
Население по переписи 2010 года составляет 19 801 человек. Указана национальность — 18 420, из них: русские — 15 858 (85,5 %), татары — 771 (4,2 %), чуваши — 670 (3,6 %), мордва — 628 (3,4 %)

## Административное деление
Вешкаймский административный район в рамках административно-территориального устройства области делится на 2 поселковых округа и 4 сельских округа.
Одноимённый муниципальный район в рамках организации местного самоуправления (муниципального устройства) включает 6 муниципальных образований, в том числе 2 городских поселения и 4 сельских поселения.
Поселковые округа соответствуют городским поселениям, сельские округа — сельским поселениям.
| № | Муниципальное образование       | Админ. центр             | Количество населённых пунктов | Население (чел.) | Площадь (км²) |
| - | ------------------------------- | ------------------------ | ----------------------------- | ---------------- | ------------- |
| 1 | Вешкаймское городское поселение | рабочий посёлок Вешкайма | 10                            | ↘8300            | 366,50        |
| 2 | Чуфаровское городское поселение | рабочий посёлок Чуфарово | 3                             | ↗1926            | 187,61        |
| 3 | Бекетовское сельское поселение  | село Бекетовка           | 2                             | ↘1081            | 107,60        |
| 4 | Ермоловское сельское поселение  | село Ермоловка           | 9                             | ↘2137            | 260,87        |
| 5 | Каргинское сельское поселение   | село Каргино             | 6                             | ↘884             | 241,32        |
| 6 | Стемасское сельское поселение   | село Стемасс             | 6                             | ↗775             | 262,50        |

### Населённые пункты
В районе находятся 36 населённых пунктов, в том числе 2 городских (рабочих посёлка) и 34 сельских:
| №  | Населённый пункт        | Тип             | Население | Муниципальное образование       |
| -- | ----------------------- | --------------- | --------- | ------------------------------- |
| 1  | Араповка                | село            | 73        | Стемасское сельское поселение   |
| 2  | Архангельское Куроедово | село            | 5         | Ермоловское сельское поселение  |
| 3  | Ахматово-Белый Ключ     | село            | 130       | Каргинское сельское поселение   |
| 4  | Бекетовка               | село            | 1225      | Бекетовское сельское поселение  |
| 5  | Беклемишево             | село            | 462       | Стемасское сельское поселение   |
| 6  | Белый Ключ              | село            | 163       | Вешкаймское городское поселение |
| 7  | Березовка               | село            | 272       | Чуфаровское городское поселение |
| 8  | Бутырки                 | деревня         | 52        | Стемасское сельское поселение   |
| 9  | Верхняя Туарма          | деревня         | 0         | Каргинское сельское поселение   |
| 10 | Вешкайма                | рабочий посёлок | ↗5783     | Вешкаймское городское поселение |
| 11 | Вешкайма                | село            | 1445      | Вешкаймское городское поселение |
| 12 | Вырыпаевка              | село            | 34        | Вешкаймское городское поселение |
| 13 | Грачевка                | деревня         | 18        | Ермоловское сельское поселение  |
| 14 | Ермоловка               | село            | 1035      | Ермоловское сельское поселение  |
| 15 | Забарышский             | посёлок         | 23        | Чуфаровское городское поселение |
| 16 | Залесный                | посёлок         | 457       | Вешкаймское городское поселение |
| 17 | Зимненки                | село            | 282       | Ермоловское сельское поселение  |
| 18 | Канабеевка              | село            | 116       | Стемасское сельское поселение   |
| 19 | Каргино                 | село            | 750       | Каргинское сельское поселение   |
| 20 | Котяковка               | деревня         | 90        | Вешкаймское городское поселение |
| 21 | Коченяевка              | село            | ↘269      | Каргинское сельское поселение   |
| 22 | Красная Эстония         | деревня         | 22        | Стемасское сельское поселение   |
| 23 | Красный Бор             | село            | ↘817      | Вешкаймское городское поселение |
| 24 | Мордовская Кандарать    | деревня         | 3         | Ермоловское сельское поселение  |
| 25 | Мордовский Белый Ключ   | село            | 423       | Ермоловское сельское поселение  |
| 26 | Мухино                  | село            | 17        | Каргинское сельское поселение   |
| 27 | Нижняя Туарма           | село            | 133       | Каргинское сельское поселение   |
| 28 | Оборино                 | деревня         | 0         | Вешкаймское городское поселение |
| 29 | Озерки                  | село            | 145       | Вешкаймское городское поселение |
| 30 | Ребровка                | деревня         | 0         | Ермоловское сельское поселение  |
| 31 | Старое Погорелово       | село            | 630       | Бекетовское сельское поселение  |
| 32 | Стемасс                 | село            | 321       | Стемасское сельское поселение   |
| 33 | Ховрино                 | село            | 366       | Вешкаймское городское поселение |
| 34 | Чуфарово                | рабочий посёлок | ↘1658     | Чуфаровское городское поселение |
| 35 | Шарлово                 | деревня         | 4         | Ермоловское сельское поселение  |
| 36 | Шарлово                 | посёлок         | 1160      | Ермоловское сельское поселение  |

### Упразднённые населённые пункты
- Паника — исчезнувшая в 1972 году деревня Вешкаймского  района Ульяновской области, была расположена в 4 километрах от села Ермоловка и в 8 километрах от железнодорожной станции Шарлово [25][26].
- Криуши — исчезнувшее в 1968 году село Вешкаймского  района, была расположена в 8 километрах от села Канабеевка[27][28][29][30][31][32].
- Исчезнувшие селения Вешкаймского района[33].

## Символика района

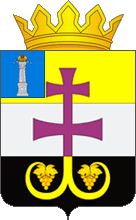
Герб Вешкаймского района от 4 сентября 2008 года № 44/486 и внесен в Государственный геральдический регистр РФ под № 4434.

Герб
В дважды пересеченном золотом, серебряном и чёрном поле — переменяющий цвет с пурпура в металлах на золото двойной крест с уменьшенной верхней перекладиной, о пяти лапчатых плечах, а внизу — с якорным, и с виноградными листами и гроздьями на каждом из острых концов нижнего плеча.
Флаг
Основная статья: Флаг Вешкаймского района
Прямоугольное полотнище с отношением ширины к длине 2:3, состоящее из трех равных горизонтальных полос — жёлтой, белой и чёрной, с изображением посередине двойного креста особой формы из герба района, имеющего тёмно-сиреневый цвет на фоне двух верхних полос и жёлтый — на фоне нижней.
Обоснование символики
Первые следы пребывания человека на Вешкаймской земле относятся к периоду бронзового века (2-1 тысячелетие до новой эры), когда по берегам реки Карсунки (как и других малых и средних рек области) жили племена срубной культуры, занимаясь кочевым скотоводством, охотой и рыбной ловлей.
Однако первые постоянные поселения здесь появились лишь в XVI столетии. В 1670-х годах на реке Туарме, притоке реки Барыш, находился крайний на востоке пограничный отряд (сторожа) — единственный в пределах района разъезд служилых людей, охранявших от кочевников приступы к окраинным русским городам-крепостям. А в 1647 году со строительством Карсунской засечной черты началось планомерное освоение и заселение здешних мест.
Несколько столетий Вешкаймской истории наполнены трудовым и воинским подвигом местных жителей. Были преодолены многочисленные сложности, связанные с разработкой пахотных земель, набегами кочевников, различными экономическими проблемами, трудностями военных лет.
Композиция герба аллегорически символизирует заслуги местных жителей в освоении края:
- Крест символ вечной жизни, возрождения духа, веры.
- Нижняя лапа креста наподобие формы якоря символизирует крепкие корни, ставшие залогом спокойной и уверенной жизни местных жителей.
- Крест как бы проросший сквозь три полосы герба (золотую — солнце, серебряную — небо и чёрную — земля) аллегория духовной и мирской победы.
- Золотые виноградные гроздья на концах креста символизируют плодородие, процветание и аллегорически указывают на основу экономики района — сельское хозяйство.

Золото — символ урожая, богатства, стабильности, уважения и интеллекта.
Чёрный цвет — символ плодородия, мудрости, скромности, вечности бытия.
Серебро — символ чистоты и совершенства, мира и взаимопонимания.
Пурпур — символ достоинства, благородства, славы.

## Экономика
Через район проходят железнодорожные и автомобильные дороги.
Промышленные предприятия района представлены производственным кооперативом «Шарловский леспромхоз», выпускающим пиломатериал и мебель; ОАО «Вешкаймский элеватор», занимающимся приёмкой и хранением зерна; ОАО «Сельхозтехника», ремонтирующим сельскохозяйственную технику. ОАО «Птицефабрика „Луч“» производит мясо, яйцо, ОАО «Маслозавод „Вешкаймский“» — цельномолочную продукцию, ОАО «Чуфаровский арматурный завод» — промышленную арматуру.
Сельское хозяйство специализируется на производстве зерновых культур и картофеля. Развито мясомолочное животноводство, овцеводство, овощеводство.
Район богат полезными ископаемыми: на его территории ведутся разработки месторождений диатомита (Шарловское, Вешкаймское), мела (Бекетовское, Канабеевское, Карпатское) и опок.

## Достопримечательности
- У села Старое Погорелово проходит земляной вал и ров, построенный в 1647 году (Симбирская черта), протяженностью 15 км, 4 могильника и курганные группы, городище предположительно бронзового века, отдельные находки монет, кольчуг.
- Болото им. Болотнова П. В.[34]
- Болото Нижнебритвенное[35]
- Болото Верхнебритвенное[36][37].
- Реликтовые леса — памятник природы, расположен в Вешкаймском районе, в 1,5 км севернее д. Белый ключ[38].
- Храм Михаила Архангела (Мордовский Белый Ключ).

## Люди, связанные с районом
- Родившиеся в Вешкаймском районе
- Волчков, Николай Яковлевич (1924—1994) — полный кавалер ордена Славы, родился в с. Красный Бор[39].
- Шевердин, Фёдор Ефимович (1895—1970) — советский военный деятель, Генерал-лейтенант (1943 год).
- Смирнов, Александр Павлович — настоятель храма Святителя Николая в Кузнецах, ответственный редактор «Журнала Московской Патриархии», ректор Московской Духовной Семинарии и исполняющий обязанности ректора Московской Духовной Академии[40][41][42][43].
- Макаров, Владимир Александрович — советский военачальник, генерал-полковник[44][45][46].